# Tony e Maureen Wheeler
Tony Wheeler (20 dicembre 1946) e 
Maureen Wheeler (...) sono due coniugi scrittori e fondatori della casa editrice Lonely Planet, con sede a Melbourne (Australia).
Inglese di nascita, Tony ha viaggiato molto fin dalla sua infanzia al seguito della famiglia; all'età di un anno la sua famiglia si era trasferita a Karachi (Pakistan) e successivamente alle Bahamas e negli Stati Uniti.
Dopo la laurea in ingegneria alla Warwick University e un poco promettente inizio di carriera come progettista di automobili ha conseguito un MBA alla London Business School.
Nel 1970, a Regent Park a Londra, conobbe Maureen, laureata in scienze sociali, che diventerà sua moglie il 7 ottobre 1971.
Insieme a Maureen, Tony intraprende nel 1972 un avventuroso viaggio da Londra all'Australia via terra seguendo quella che veniva definita la "rotta degli hippyes" attraverso Turchia, Iran, Afghanistan, India e Sud-Est asiatico. Il resoconto del quel memorabile viaggio è raccolto nel suo primo libro Across Asia on the cheap (Attraverso l'Asia con pochi soldi) che divenne immediatamente un best seller. Sempre più decisi a fare del viaggio una professione, gli Wheeler intraprendono un secondo viaggio nel sud-est asiatico che culmina con la pubblicazione del loro secondo libro South-East Asia on a shoestring (Sud est asiatico con quattro soldi). Il libro assemblato in economia a Singapore e pubblicato nel 1975 dà origine alla serie dei "shoestring" ovvero le guide per backpackers (saccopelisti) ricche di informazioni su sistemazioni economiche, passaggi in autostop, agenzie che offrono biglietti aerei scontati, mezzi di trasporto insoliti.
Tra il 1975 e il 1981 gli Wheeler ampliano il catalogo delle pubblicazioni Lonely Planet: oltre alla revisione dei primi due memorabili volumi, appaiono libri sulla Thailandia, sulla Nuova Zelanda, su Israele e territori occupati, sul Nepal, sulla Papua-Nuova Guinea.
Al fine di consolidare l'attività editoriale gli Wheeler nella seconda metà degli anni settanta traducono e distribuiscono in Australia pubblicazioni straniere di editori indipendenti, oltre a collaborare sporadicamente con altre case editrici (APA insight guide).
Nel 1982 arriva la consacrazione a livello mondiale: il poderoso India - a travel survival kit di oltre 700 pagine viene insignito del premio Thomas Cook come migliore guida turistica dell'anno.
Tony e Maureen, ormai divenuti editori a tempo pieno riescono ancora a ritagliarsi importanti spazi per lo svago, riuscendo a viaggiare per circa 6 mesi all'anno.
Maureen è anche autrice dell'acclamato libro Viaggiare con i bambini (EDT) e coautrice con il marito del recente Un giorno viaggiando. La storia della Lonely Planet.
Tony e Maureen hanno due figli: una femmina di nome Tashi (1980) e un maschio chiamato Kieran (23 febbraio 1983).